# Pedra de Ockelbo
A Pedra de Ockelbo (em sueco:  Ockelbo runsten) é uma antiga pedra rúnica com texto e gravuras, datada para o século XI, e anteriormente colocada na igreja de Ockelbo, na pequena cidade de Ockelbo, situada na província histórica da Gästrikland.
A pedra foi descoberta em 1795 e destruída por um incêndio em 1904. Foi reconstituída a partir de ilustracões e fotografias dos séculos XIX e XX. Uma cópia da pedra está agora colocada na igreja de Ockelbo.
O principal motivo inserido no texto e imagens é a saga de Sigurd. 

## Texto e gravuras
Transliteração: [blesa × lit × raisa × stain×kumbl × þesa × fa(i)(k)(r)(n) × ef(t)ir × sun sin × suar×aufþa × fr(i)þelfr × u-r × muþir × ons × siionum × kan : inuart : þisa × bhum : arn : (i)omuan sun : (m)(i)e(k)]
Tradução: [Blesa mandou erigir estas belas pedras em memória do seu filho Svarthôfða. A sua mãe era Friðelfr...]